# أمبوردا الأعلى
أمبوردا الأعلى (بالإسبانية: Alto Ampurdán)‏ هي مقاطعة في كتالونيا، في إسبانيا، تقع في جرندة، بلغ عدد سكانها 140,118  نسمة وذلك حسب إحصائيات سنة 2016، عاصمتها فيغيراس، تبلغ مساحتها 1,357.5 كيلومتر مربع.

## الموقع
تشترك في الحدود مع:
- غاروتشا  [لغات أخرى]‏
- أمبوردا الأسفل
- Rosselló (comarca) [الإنجليزية]‏
- جيرونيس
- Pla de l'Estany [الإنجليزية]‏
- Vallespir [الإنجليزية]‏.

## التقسيمات الإدارية
- أغويانا
- ألبنيا، جرندة
- لا أرمينتيرا
- أفينيونيت دي بويغ فينتوس
- باسكارا
- فيوري
- بواديا
- بوراسا
- كابانياس
- كاباناس
- كاداكيس
- كانتايوبس
- كابماني
- كاستيون دي أمبورياس
- ثيستيا
- كولرا، جرندة
- دارنيوس
- لا إسكالا
- إسبويا
- ألفار
- فيغيراس
- فورتيا
- غاريغاس
- غاريغيا
- لا جونكيرا
- يادو
- ييرس
- ماسانيت دي كابرينيس
- ماساراتش
- موييت دي بيرالادا
- نافاتا
- أورديس، جرندة
- بالاو دي سانتا إيولاليا
- بالاو سابارديرا
- باو، جرندة
- بيدريت إي مارسا
- بيريلادا
- بونت دي مولينس
- بونتوس، جرندة
- بويرتو دي لا سيلفا
- بورتبو
- رابوس
- ريومورس
- روساس
- سانت كليمينتي ساسيباس
- سان لوريثو دي لا موغا
- سان ميغيل دي فلوفيا
- سان موري
- سان بيدرو بيسكادور
- سانتا ليوكاديا دي ألغاما
- ساوس كاماييرا إي يامباييس
- لا سيلفا دي مار
- لا باخول
- يانسا
- ثيورانا
- تيراداس
- توروييا دي فلوفيا
- فينتايو
- فيلابيرتان
- فيلادامات
- فيلافانت
- فيلاجويغا
- فيلاماكولوم
- فيلامايا
- فيلامانيسكلي
- فيلانانت
- فيلاساكرا
- فيلاور.